# Happiness Tour
Es la primera gira del dúo de Synth pop, Hurts.
La gira contiene canciones de su álbum de estudio, Happiness, y lados B de sus sencillos, como Mother Nature. También fueron la banda soporte de Scissor Sisters en algunas fechas de diciembre. El conciertos seleccionados interpretaron la canción inédita "Under the Bridge". Mientras que las canciones "Affair" y "The Water" también se interpretaron en algunas fechas.
En el concierto del 4 de noviembre de 2011, en el Brixton Academy, la cantante Kylie Minogue subió al escenario a interpretar con ellos las canciones Devotion y Confide in me.

## Listado de canciones

### 2010
1. Unspoken
2. Silver Lining
3. Wonderful Life
4. Happiness
5. Blood, Tears & Gold
6. Evelyn
7. Sunday
8. Mother Nature
9. Verona
10. Devotion
11. Confide in Me (Kylie Minogue cover)
12. Stay
13. Illuminated

Encore
1. Better Than Love

### 2011/2012
1. Intro/Silver Lining
2. Wonderful Life
3. Happiness
4. Blood Tears and Gold
5. Evelyn
6. Sunday
7. Verona
8. Unspoken
9. Mother Nature
10. Devotion
11. The Water (Intertulio instrumental)
12. Confide in Me
13. Under the Bridge [En conciertos seleccionados]
14. Illuminated
15. Stay

Encore
1. Gloomy Sunday (Intertulio instrumental y bailable)
2. Better Than Love

### Como soporte de Scissor Sisters
1. Silver Lining
2. Wonderful Life
3. Better Than Love
4. Stay
5. Sunday

## Grabación
En la versión deluxe de Happiness se incluye un Dvd llamado ‘Hurts – Live in Berlin’ el cual contiene la gira en vivo en el Zitadelle Spandau en Berlín. El espectáculo fue visto por más de 100 mil personas en el mes de septiembre de 2011.